# Frances Brandon

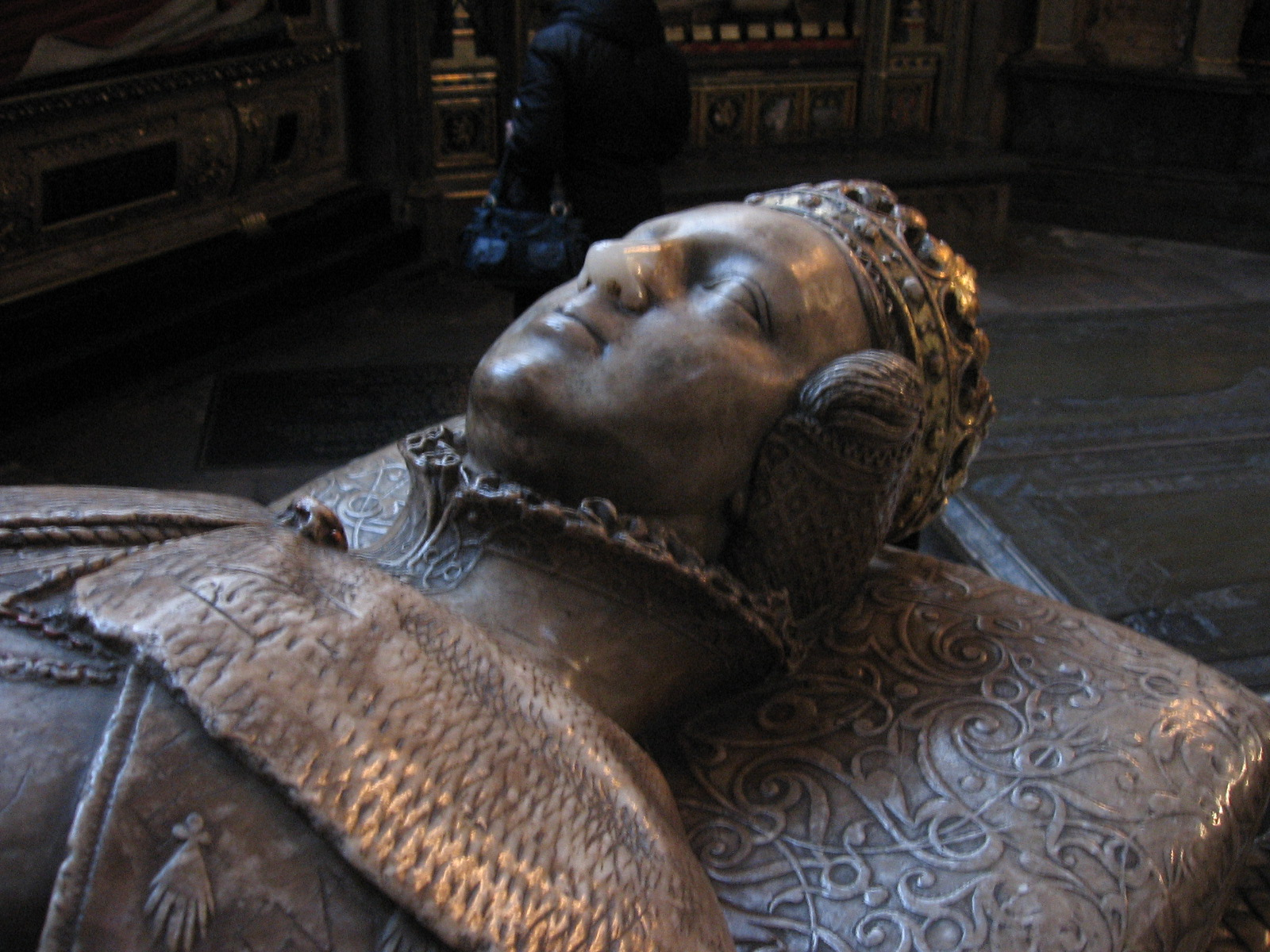
Frances Brandon, Duchess of Suffolk

Lady Frances Brandon (* 16. Juli 1517 in Bishop’s Hatfield, Hertfordshire; † 20. November 1559 in London) war eine englische Adlige und die älteste Tochter der englischen Prinzessin Mary Tudor, Schwester Heinrichs VIII., aus ihrer Ehe mit Charles Brandon, 1. Duke of Suffolk. Durch ihre königliche Abstammung besaß Frances einen Anspruch auf den englischen Thron. Ihre älteste Tochter Jane Grey war für neun Tage Königin von England, wurde allerdings von Maria I. entmachtet. Trotz der Hinrichtung ihrer Tochter und ihres Ehemanns Henry Grey gelang es Frances, das Erbe ihrer jüngeren Töchter Catherine Grey und Mary Grey zu sichern und sich wieder bei Hofe zu etablieren. Aufgrund einer Hetzkampagne im Zuge der Verklärung ihrer Tochter Jane Grey wird sie seit dem 18. Jahrhundert oft fälschlich als brutal und grobschlächtig dargestellt.

## Leben

### Kindheit

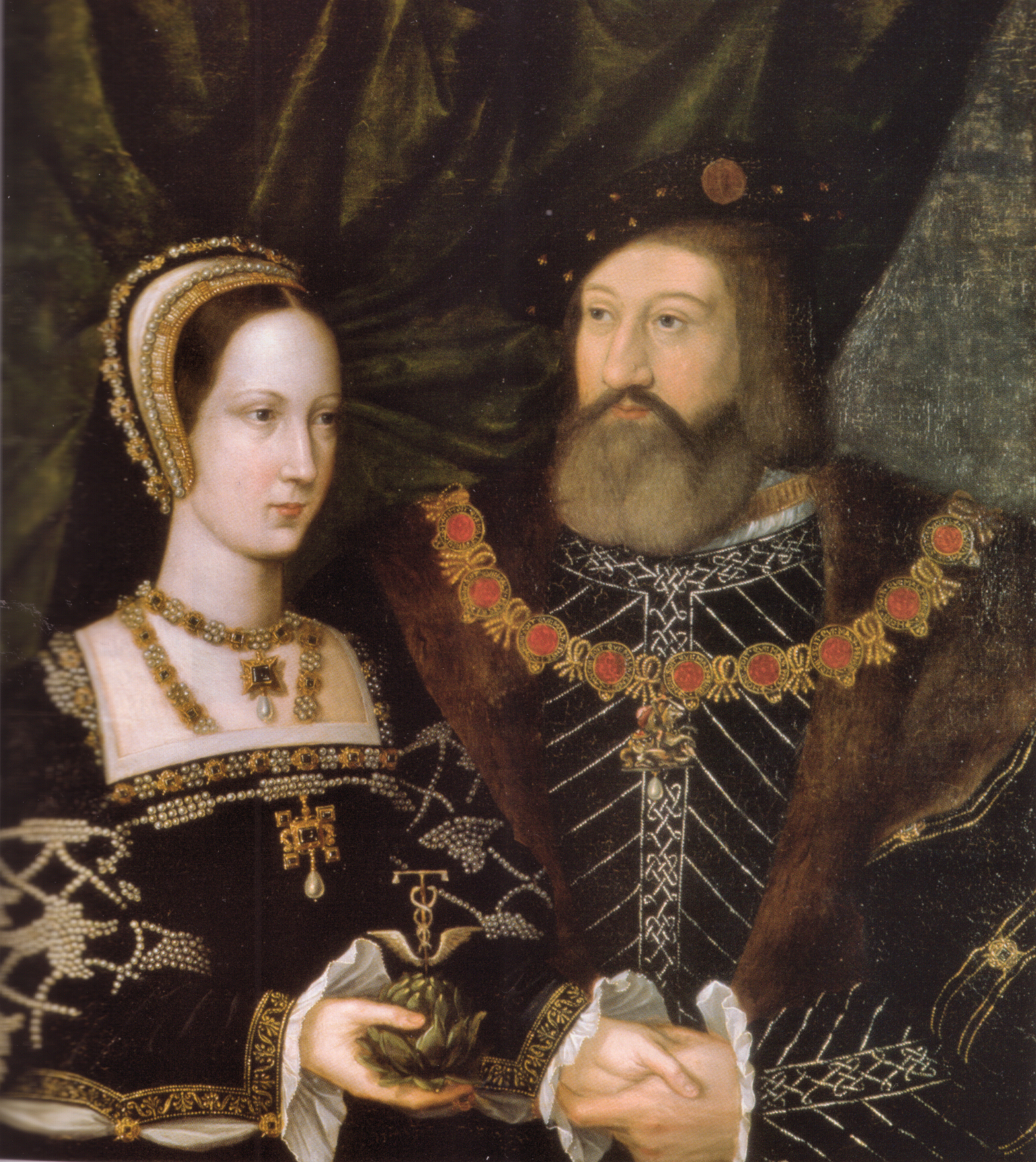
Mary Tudor und Charles Brandon, Eltern von Frances Brandon

Frances wurde am 16. Juli 1517 in Hatfield geboren, welches seinerzeit dem Bischof von Ely gehörte. Ihre Mutter Mary Tudor befand sich gerade auf einer Reise zum Schrein in Walsingham in Norfolk, als unerwartet ihre Wehen einsetzten. Der ehemaligen französischen Königin blieb keine andere Wahl, als die Gastfreundschaft des Bischofs zu beanspruchen, und sie brachte zwischen zwei und drei Uhr morgens ihre Tochter zur Welt. Zwei Tage später wurde das Mädchen in der Kirche von Hatfield auf den Namen Frances getauft. Da der Name damals recht ungewöhnlich in England war, gibt es die Theorie, dass die stolzen Eltern sie nach dem französischen König Franz I. benannten, der ihnen durch seine Unterstützung erst die Eheschließung ermöglicht hatte. Eine andere Theorie besagt, dass das Kind den Namen Frances erhielt, weil ihr Geburtstag der Tag der Heiligsprechung des Franz von Assisi war.
Frances’ Patentanten waren Königin Katharina von Aragon und deren Tochter, die einjährige Prinzessin Maria. Da die beiden nicht persönlich zur Taufe anwesend sein konnten, wurden sie von zwei Hofdamen vertreten, Lady Anne Boleyn, einer Verwandten der späteren Königin Anne Boleyn, und Lady Elizabeth Grey. Die Kirche war anlässlich des freudigen Ereignisses mit reich verziertem Goldbrokat, Tudorrosen und französischen Lilien geschmückt, was Frances’ königliche Abstammung widerspiegelte. Obwohl sie lediglich den protokollarischen Rang der Tochter eines Dukes innehatte, besaß Frances als Enkelin Heinrichs VII. und Nichte Heinrichs VIII. einen Anspruch auf den englischen Thron.
Zusammen mit ihrem älteren Bruder Henry und den älteren Halbschwestern Anne und Mary Brandon wuchs Frances unter der Aufsicht ihrer Amme Anne Kynge in Westhorpe in Suffolk auf. Zwischen 1518 und 1521 wurde ihre jüngere Schwester Eleanor geboren. Ihr Bruder Henry starb bereits als Kleinkind, doch im Jahr 1523 bekam Frances in Henry Brandon einen weiteren Bruder. Hinzu kamen Charles Brandons minderjährige Mündel Magdalen Rochester und Katherine Willoughby, so dass sich in Westhorpe Kinder allen Alters befanden. 1525 wurde Frances’ jüngerer Bruder Henry zum Earl of Lincoln erhoben, was Gerüchte auslöste, dass der König, der noch keinen legitimen Sohn und Thronfolger hatte, seinen Neffen zu seinem Erben machen wollte. In diesem Fall wäre Frances Brandon die Schwester des neuen Königs geworden.
Allerdings musste Charles Brandon nur drei Jahre später die Legitimität seiner Kinder mit Mary Tudor sichern, da es aufgrund seiner ehelichen Vorgeschichte Unstimmigkeiten gab, ob er zum Zeitpunkt seiner Hochzeit mit der Schwester des Königs überhaupt ein unverheirateter Mann gewesen war. Wären nun seine Kinder zu Bastarden erklärt worden, hätten sie keinerlei Erbberechtigung gehabt. Ein päpstliches Dokument vom 12. Mai 1528 bekräftigte schließlich die Legitimität von Frances und ihren Geschwistern und sicherte ihnen einen Platz in der Thronfolge.

### Ehe mit Henry Grey

#### Verlobung und erste Ehejahre
1530 versuchte Frances’ Vater für sie eine prestigeträchtige Ehe mit Henry Howard, Earl of Surrey, dem Erben des Thomas Howard, 3. Duke of Norfolk, zu arrangieren. Dieser lehnte den Vorschlag jedoch erniedrigenderweise ab, weil er Frances’ Mitgift nicht groß genug fand. Im Alter von zwölf Jahren wurde Frances dann mit Lord Henry Grey, Sohn und Erbe des Thomas Grey, Thomas Grey, 2. Marquess of Dorset, verlobt. Ursprünglich war der junge Mann mit Lady Katherine FitzAlan verlobt gewesen, Frances war als Nichte des Königs aber eine deutlich bessere Partie. Allerdings sollte dieses vorherige Verlöbnis Jahre später einige Rechtsstreitigkeiten hervorrufen.
Nur ein Jahr nach der Verlobung, im Jahr 1530, starb Lord Henry Greys Vater und Frances’ Vater sicherte sich die Vormundschaft seines zukünftigen Schwiegersohnes, der nunmehr den Titel 3. Marquess of Dorset führte. Eine Vormundschaft im damaligen England bedeutete eine sichere Einnahmequelle, da der Vormund die Ländereien und Gelder des Mündels verwaltete. Als Gegenleistung wuchs das Mündel im Haushalt des Vormunds auf und wurde von ihm unterhalten. Im März 1533 heirateten Frances und Henry in Charles Brandons Haus Suffolk Place in Southwark. Ungefähr in dieser Zeit wurde ihre jüngere Schwester Eleanor mit Hon. Henry Clifford verlobt.

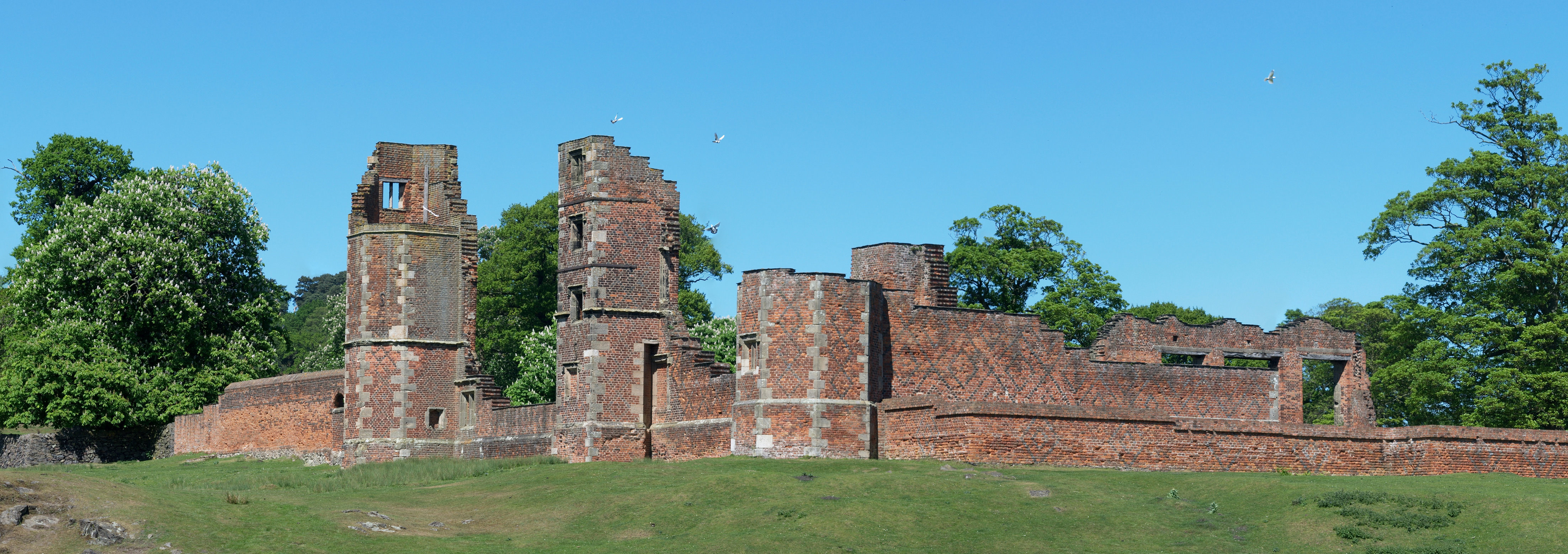
Bradgate House, das Hauptanwesen der Familie Grey

Frances’ Hochzeit war der letzte öffentliche Auftritt ihrer Mutter Mary Tudor. Unmittelbar danach zog sich die bereits schwer erkrankte Mary nach Westhorpe zurück. Die fünfzehnjährige Frances und ihr Ehemann hingegen zogen nach Bradgate in Leicestershire, einem Sitz der Greys. Am 28. Mai wohnte Henry Grey der Krönung Anne Boleyns bei. Nur einen Monat später starb Frances’ Mutter in Westhorpe. Ihre Beisetzung fand am 21. Juli statt und Frances führte den Trauerzug an. Drei Monate später erhielt Frances eine Stiefmutter, die ungefähr zwei Jahre jünger war als sie, als der verwitwete Charles Brandon sein minderjähriges Mündel Katherine Willoughby heiratete. Frances’ jüngerer Bruder Henry starb ein Jahr nach seiner Mutter.
Frances und Henry Grey verbrachten ihre Zeit teils bei Hofe, teils auf dem Lande. Das Leben am Hof war jedoch eine kostspielige Angelegenheit und das junge Paar liebte Geselligkeit, Feste und Ausflüge. Inwieweit Frances diesbezüglich Einfluss auf ihren Mann ausübte, ist nicht bekannt. Ein Zeitgenosse beschrieb sie 1538 als „von höherer Geburt“ als ihr Mann und daher auch „von größerem Temperament, doch konnte sie es dem Willen ihres Mannes unterordnen“. Obwohl ständig verschuldet, waren die Greys aufgrund ihrer Großzügigkeit und ihrer Gastfreundschaft recht beliebt.
Die ersten beiden Kinder des Paares, ein Sohn und eine Tochter, starben bereits als Babys. Das erste überlebende Kind erblickte 1537 das Licht der Welt und wurde nach der derzeitigen Königin Jane Seymour auf den Namen Jane getauft. 1540 wurde die zweite Tochter Catherine geboren, 1545 die letzte Tochter Mary. Im selben Jahr starb Frances’ Vater Charles Brandon und seine Titel und Besitztümer gingen auf den ältesten Sohn seiner Frau Katherine Willoughby über. Frances war bei ihrem Vater, als er starb, und er verfügte, dass sie Geschirr im Wert von 200 £ erben sollte. Sollte sie ihre Halbbrüder überleben, sollte sie obendrein diverse Haushaltsgegenstände, Vieh und Juwelen erhalten.
Wie Frances’ Verhältnis zu ihrem Mann in den letzten Ehejahren war, lässt sich nicht mit Bestimmtheit sagen. Obwohl sie Henry Greys protestantische Ansichten teilte, war Frances nach wie vor mit ihrer katholischen Cousine Maria befreundet und besuchte sie regelmäßig mit ihrer Familie. Die Tatsache, dass Frances nach der Geburt ihrer Tochter Mary im Jahr 1545 nicht wieder schwanger wurde, wird von einigen Historikern als Zeichen der Entfremdung unter den Eheleuten gedeutet. Andererseits eilte Henry Grey 1552 zu seiner Frau, als sie schwer krank wurde und in Lebensgefahr schwebte.

#### Gesellschaftlicher Aufstieg der Greys
Obwohl Frances im Laufe der Jahrhunderte im Zuge der Verklärung ihrer ältesten Tochter Jane oftmals als grausam und herrschsüchtig verteufelt wurde, genoss sie zu Lebzeiten Achtung und Respekt. Der Legende von ihrer dominanten, hartherzigen Persönlichkeit zum Trotz war Frances bekannt für Großzügigkeit und Gastfreundschaft. So nahm sie beispielsweise die drei verwaisten Kinder ihres Schwagers – Thomas, Margaret und Francis Willoughby – unter ihre Fittiche, entfernte Verwandte Katherine Willoughbys. Margaret Willoughby sollte später die beste Freundin von Frances’ jüngster Tochter Mary werden, während Thomas Willoughby gemeinsam mit Frances’ Halbbrüdern Henry und Charles Brandon das College besuchte. Margaret und Francis wurden schließlich von ihrem Onkel George Medley aufgenommen, sollten aber in den kommenden Jahren weiterhin von Frances unterstützt werden.

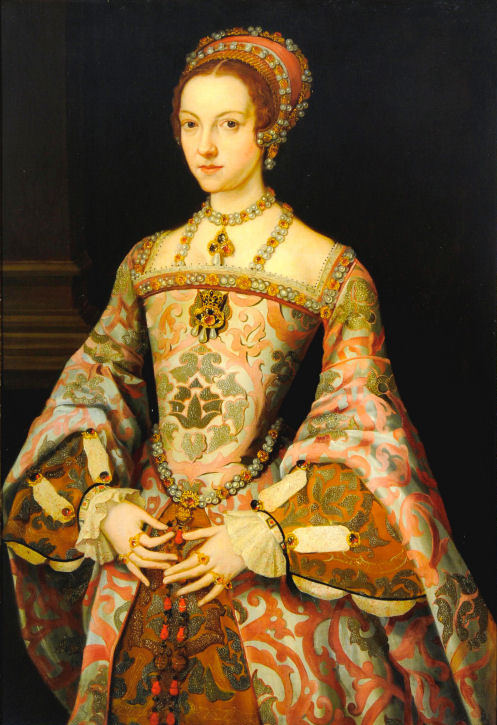
Königin Catherine Parr

Als Nichte des Königs gehörte Frances zudem zu den ranghöchsten Damen bei Hofe und übernahm oft zeremonielle Aufgaben. Gemeinsam mit ihren nahezu gleichaltrigen Cousinen Prinzessin Maria und Lady Margaret Douglas führte sie im Jahr 1537 den Trauerzug für die verstorbene Königin Jane Seymour an und war später auch unter den Damen, die die neue Königin Anna von Kleve in England willkommen hießen. Gemeinsam mit ihrer jüngeren Schwester Eleanor, ihrer Stiefmutter Katherine Willoughby und Margaret Douglas gehörte Frances zu den sogenannten Ehrendamen der Königin Catherine Parr, was eine hohe Auszeichnung war und ihr gleichzeitig die Möglichkeit gab, ihre Tochter Jane in die höheren Kreise bei Hofe einzuführen. In dieser Zeit erhielt sie von ihrem Onkel diverse Besitztümer zugesprochen, unter anderem das College of Astley und Warwickshire.
Nach dem Tod von Frances’ Halbbrüdern Henry und Charles erlosch der Titel des Duke of Suffolk. Da Frances nun die rechtmäßige Erbin der Ländereien ihres Vaters war, wurde ihrem Gatten Henry Grey, 3. Marquess of Dorset, 1551 der Titel Duke of Suffolk neu verliehen, was für die Familie nicht nur einen gesellschaftlichen Aufstieg, sondern auch vergrößerte Besitztümer bedeutete. Nur wenig später erhob Frances’ enterbte ältere Halbschwester Anne Brandon, Baroness Grey of Powys Anspruch auf das väterliche Erbe und provozierte durch die Behauptung, dass Frances und ihre Schwester Eleanor illegitim wären, einen Rechtsstreit, der Jahre andauern sollte. Zusätzlich erschlich sich Anne Brandon mit gefälschten Papieren einige Ländereien, die Frances gehörten und verkaufte sie widerrechtlich weiter. Dennoch sollte es Anne nicht gelingen, den Titel ihres Vaters für ihren zweiten Ehemann zu erringen. Sowohl Frances als auch ihre Schwester Eleanor wurden vom Gericht als legitime Erben ihres Vaters bestätigt.

#### Erziehung ihrer Töchter
Frances war sich der Rolle, die ihre Töchter in England spielen konnten, durchaus bewusst. Ihr königliches Blut und ihre protestantische Erziehung machte ihre älteste Tochter Jane zu einer würdigen Braut für den gleichaltrigen Kronprinzen Eduard. Sie und Henry Grey legten daher großen Wert auf die Bildung ihrer drei Töchter. Als nach dem Tod Heinrichs VIII. Eduard unter die Vormundschaft seines Onkels Edward Seymour gestellt wurde, bot Seymours jüngerer Bruder Thomas den Greys an, Jane in seinem Haushalt zu erziehen und sie mit seinem Neffen, dem jungen König, zu verheiraten. Die Greys willigten ein, zumal Thomas Seymour vor kurzem die Königswitwe Catherine Parr geheiratet hatte, und gaben Jane in seine Obhut.
Obwohl Frances Seymour in ihren Briefen als ihren „lieben Bruder“ ansprach, mussten sie und ihr Ehemann schnell erkennen, dass Seymours Einfluss auf die Eheschließung des Königs weitaus geringer war, als er behauptet hatte. Hinzu kam sein skandalöses Flirten mit Frances’ junger Cousine Elisabeth, die ebenfalls unter seinem Dach lebte. Als Catherine Parr im Kindbett starb, bestand Frances daher darauf, ihre Tochter umgehend nach Hause zu holen, was ihr allerdings erst endgültig gelang, als Seymour aufgrund seiner Intrigen in Ungnade fiel und wegen Hochverrats angeklagt wurde.
Wie ihr Ehemann gehörte auch Frances zum protestantischen Lager und war laut ihren Zeitgenossen sehr gläubig. Nach seinem berühmten Besuch in Bradgate war der Gelehrte Roger Ascham voll des Lobes über die Greys und pries Janes Tugenden genauso wie die ihrer Eltern. James Haddon, der Kaplan der Greys, erzählte seinem Bekannten Michelangelo Florio zudem, dass Jane ihre Frömmigkeit von ihren Eltern geerbt hatte und ihrer Mutter sehr nahestand. Erst in den folgenden Jahrhunderten sollte sich der Mythos von der machtgierigen, dominanten Schreckensgestalt herausbilden, die ihre Tochter mit Gewalt in eine ungewollte Ehe zwang und auf den Thron stieß. Ein Grund dafür sind Janes Worte, die Ascham Jahre später niederschrieb:

„In der Gegenwart meines Vaters oder meiner Mutter, ob ich nun spreche oder schweige, sitze, stehe oder gehe, esse, trinke, traurig oder fröhlich bin, nähe, spiele, tanze oder irgendetwas anderes tue, muss ich es stets so angemessen und vollkommen tun wie Gott die Welt erschuf, denn andernfalls werde ich so scharf gescholten, so grausam bedroht, manchmal auch gekniffen, gestoßen oder geknufft, dass ich glaube, mich in der Hölle zu befinden.“

Nach der vergleichsweise großen Freiheit unter ihrem Vormund Thomas Seymour begehrte Jane gegen die Restriktionen im elterlichen Haushalt auf. Frances hingegen sah sich verpflichtet, ihre Tochter auf die Rolle als gehorsame Ehefrau und Mutter vorzubereiten. In dieser konfliktgeladenen Situation waren es die Freunde ihres Mannes, Protestanten auf dem europäischen Kontinent, die Frances’ Tochter zu unterweisen begannen. Insbesondere Heinrich Bullingers Briefe beeinflussten Janes Denken und Verhalten so sehr, dass ihre Eltern ihm erleichterte Dankesbriefe schrieben.

#### Mutter der Neuntagekönigin
Nachdem Verhandlungen über eine Eheschließung zwischen Frances’ Tochter Jane mit dem jungen Edward Seymour gescheitert waren, erhielten die Greys stattdessen ein Angebot von John Dudley, 1. Duke of Northumberland. Er schlug vor, Jane mit seinem vierten Sohn Lord Guildford Dudley zu verheiraten. Gleichzeitig sollte Frances’ zweite Tochter Catherine Henry Herbert heiraten, den Sohn des William Herbert, 1. Earl of Pembroke. Ziel dieser Eheschließungen war ein politisches Bündnis zwischen den führenden protestantischen Adligen, möglicherweise bereits gegen die drohende Gefahr einer katholischen Thronfolge durch Prinzessin Maria. Obwohl Frances selbst bis an ihr Lebensende sagte, sie hätte die Janes Ehe mit Guildford nicht unterstützt, beugten sie und Henry Grey sich schließlich dem Druck von außen und wiesen Jane an, der Heirat zuzustimmen. Robert Wingfield von Brantham, ein Zeitgenosse der Greys und Freund Roger Aschams, sagte aus, Frances hätte sich vehement der Eheschließung widersetzt, „doch ihre weiblichen Zweifel waren vergeblich.“

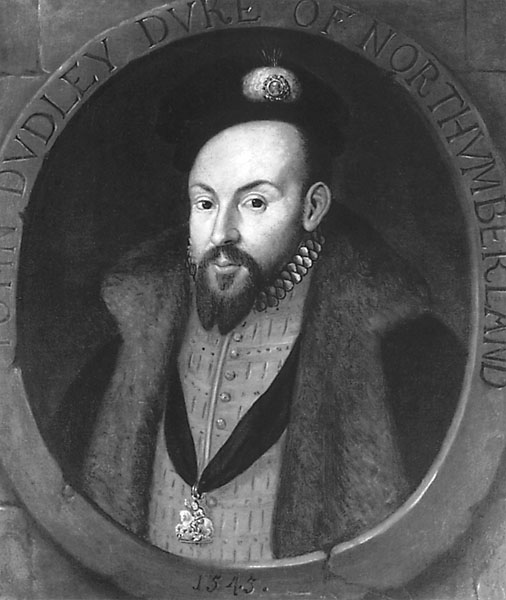
John Dudley, Lordprotektor von England

Die populäre Behauptung, Frances hätte ihre Tochter misshandelt, um sie vor den Altar zu zerren, entstammt einer verstümmelten und willkürlich veränderten Schwarzkopie des Werkes Historia delle cose occorse nel regno d’Inghilterra von Raviglio Rosso. in der aber interessanterweise Henry Grey und nicht Frances Jane schlägt. Hier heißt es, Jane hätte sich den Flüchen ihrer Mutter und den Schlägen ihres Vaters unterworfen. In seinem Original gab Rosso lediglich an: „Obwohl sie sich der Ehe eine Zeit lang widersetzte, fügte sie sich schließlich den Ermahnungen ihrer Mutter und den Drohungen ihres Vaters.“ In der Tudorzeit war es üblich, dass die Eltern die Ehe ihrer Töchter arrangierten, und Töchter, die sich dem Willen ihrer Eltern widersetzten, wurden als ungehorsam und sogar „unnatürlich“ bezeichnet. Es war die gängige Ansicht, dass Kinder ihren Eltern zu bedingungslosem Gehorsam verpflichtet waren, und daher war die Ausübung elterlicher Autorität gesellschaftlich akzeptiert. Da die Geschichten von Frances’ Brutalität gegenüber ihrer Tochter erst Jahrhunderte später und in keiner zeitgenössischen Quelle auftauchen, sind sie mit Vorsicht zu behandeln.
Am 21. Mai 1553 fand in Durham House eine Doppelhochzeit statt. Jane und Guildford, Catherine und Henry Herbert wurden verheiratet und Frances’ jüngste Tochter Mary verlobt. Nur eine Woche später allerdings widersetzte Jane sich bereits ihrer neuen Schwiegermutter, der Duchess of Northumberland, und verließ ohne Erlaubnis deren Haus, um ihre Mutter zu sehen. Grund für ihre Aufregung war vermutlich die Neuigkeit, dass der dahinsiechende junge König Eduard sie zu seiner Erbin ernannt hatte. Hier zeigten sich bereits erste Spannungen zwischen Frances und Lady Dudley, denn als Frances ihre Tochter bei sich behalten wollte, erklärte Lady Dudley wutentbrannt, dass sie dann auch Guildford bei sich behalten würde. Da dies zu einem Skandal geführt hätte, wurden die beiden jungen Eheleute schließlich in Chelsea untergebracht.
Zwei Tage nach dem Tod des jungen Königs wurde Frances am 8. Juli 1553 zu ihrer Tochter gerufen. Einige Zeit zuvor hatte sie in einer Audienz mit ihrem Cousin Eduard auf ihren eigenen Anspruch auf den Thron verzichten müssen und nun riefen die Adligen des Reiches sie, um ihre widerstrebende Tochter zu überzeugen, dass sie die rechtmäßige Königin wäre. Anschließend begleitete Frances Jane auf ihrer Prozession in den Tower of London, wobei sie die Schleppe der jungen Königin trug, für ihre Zeitgenossen eine eklatante Umkehrung der Ordnung. Während der Tage im Tower blieb Frances bei ihrer Tochter und ergriff Partei für sie, als es zum Streit zwischen ihr, Guildford und dessen Mutter kam. Angesichts der großen Unterstützung, die Prinzessin Maria in der Bevölkerung erfuhr, war Frances so angespannt, dass sie in Tränen ausbrach, als Maria sich in einem Brief zur Königin proklamierte.

### Leben nach dem Putsch

#### Rehabilitierung bei Hofe
Janes Herrschaft endete nach neun Tagen und nur die Freundschaft Frances’ mit der neuen Königin Maria I. rettete die Familie zunächst. Jane und Guildford waren im Tower festgesetzt worden, am 28. Juli wurde auch Henry Grey verhaftet. In einem verzweifelten Nachtritt suchte Frances ihre Cousine auf und bat um Gnade für ihre Familie. Dabei schreckte sie nicht davor zurück, Northumberland der Vergiftung anzuklagen. Henry Grey war einige Tage zuvor krank geworden und Frances behauptete, Northumberland hätte ihn aus dem Weg räumen wollen, um Jane ihren wichtigsten Beschützer zu nehmen. Ihre Anschuldigungen passten zu Janes Verdächtigungen, dass Lady Dudley versucht hatte sie zu vergiften, als sie in ihrem Haushalt lebte. Maria ließ sich überzeugen und begnadigte den verhafteten Henry Grey, der am 31. Juli wieder auf freien Fuß gesetzt wurde. Allerdings blieb Jane weiterhin in Haft, wenngleich Maria vorhatte sie zu begnadigen.

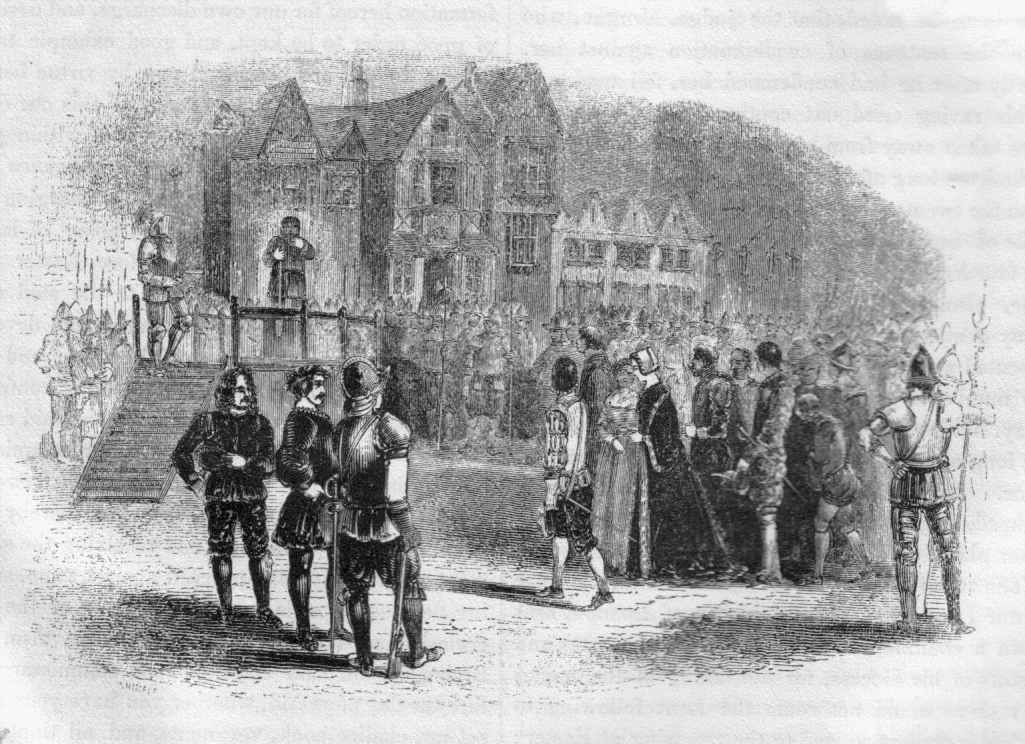
Jane Greys Hinrichtung

Henry Greys erneute Teilnahme an einem Aufstand gegen Maria besiegelte sowohl sein Schicksal als auch das seiner ältesten Tochter. Nach dem gescheiterten Wyatt-Aufstand wurden beide im Februar 1554 wegen Hochverrats zum Tode verurteilt. Das einzige, was Frances tun konnte, war Maria zu überzeugen, Henry trotz der Hinrichtung zumindest zu verzeihen. Dieser symbolische Akt war nötig, um sich selbst und ihre überlebenden Töchter eines Tages rehabilitieren zu können. Da die Besitztümer ihres Mannes nach seiner Verurteilung an die Krone fielen, standen Frances und ihre jüngeren Töchter mit seinem Tod vor dem Nichts. Catherine Greys Ehe mit Henry Herbert war kurz vor Janes Sturz von ihrem Schwiegervater annulliert worden, so dass Frances nun die Verantwortung für zwei minderjährige Töchter trug. Durch die Verzeihung der Königin war es ihr nun zumindest theoretisch möglich, eventuell später die ehemaligen Besitztümer Henry Greys zurückzuerhalten.
Unter Marias katholischer Herrschaft verbarg Frances ihre protestantischen Sympathien und verhielt sich konform. Trotzdem gibt es Hinweise darauf, dass sie insgeheim weiterhin für die protestantische Sache eintrat. John Day, ein protestantischer Drucker, hatte die Originalbriefe ihrer Tochter Jane erhalten und druckte sie in einem Versteck auf dem Gut William Cecils, der sowohl mit Frances als auch ihrer Stiefmutter Katherine Willoughby befreundet war. Als Pamphlet wurden Janes Schriften als stärkster literarischer Angriff gegen Marias Regierung betrachtet. Da unklar ist, wie Day in den Besitz dieser privaten Briefe kam, gibt es die Theorie, dass er sie von Frances erhielt. Falls sie tatsächlich dafür verantwortlich war, fand Maria es nie heraus, denn sie gab ihrer Cousine bereits im April 1554 mehrere Besitztümer zurück. Im Juli wurde Frances eine Dame der Privy Chamber und gehörte somit wieder zu dem exklusiven Kreis von Höflingen, die jederzeit Zugang zur Königin hatten. Ihre Töchter Catherine und Mary wurden ebenfalls Hofdamen.

#### Zweite Ehe mit Adrian Stokes
In Frances’ Privatleben gab es noch weitere einschneidende Veränderungen. An dem missglücken Wyatt-Aufstand hatte auch George Medley teilgenommen, Onkel der Grey-Schützlinge Margaret und Francis Willoughby. Im Gegensatz zu Henry Grey war er mit einer Gefängnisstrafe davongekommen, doch der Aufenthalt im Tower ruinierte seine Gesundheit. Da er nicht länger in der Lage war, für die Kinder zu sorgen, nahm Frances sie bei sich auf. Sie organisierte eine Schule für Francis und brachte Margaret mit an den Hof, zur Freude ihrer Tochter Mary, Margarets enger Freundin. Im Jahr 1555 verließ zudem Frances’ Freundin und Stiefmutter Katherine Willoughby England, da sie aufgrund ihrer offen protestantischen Haltung ins Fadenkreuz Stephan Gardiners gerückt war. Außerdem versuchte nach wie vor ihre Halbschwester Anne Brandon das Erbe ihres Vaters zu beanspruchen. Die Situation hatte sich stark verkompliziert, da nun auch die Ländereien, die Katherine Willoughby geerbt hatte, zur Debatte standen – Ländereien, die die Krone mittlerweile beschlagnahmt hatte.

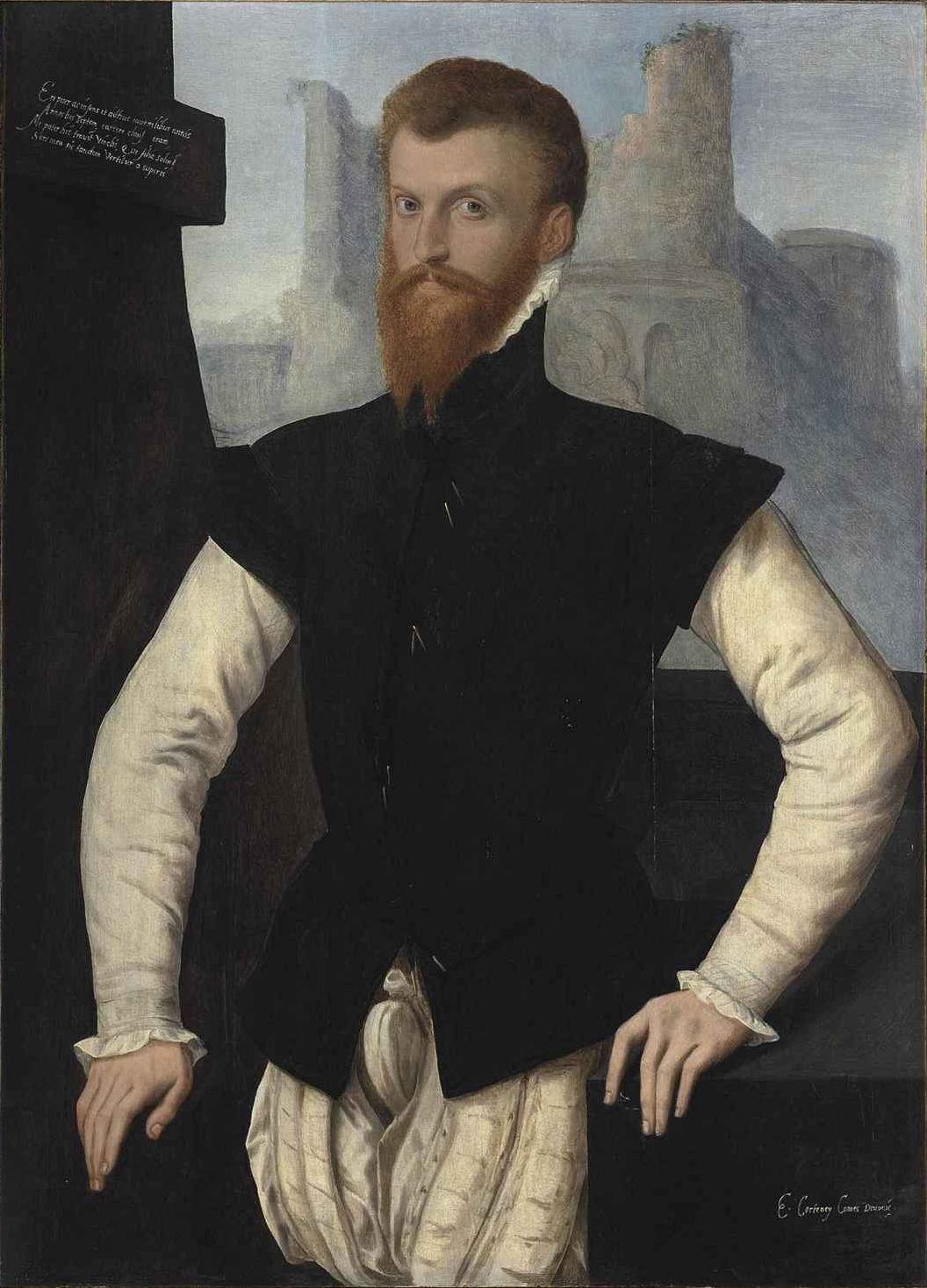
Edward Courtenay, 1. Earl of Devon

Um all dem noch die Krone aufzusetzen, mehrten sich die Gerüchte, dass es Pläne gab, Frances mit Edward Courtenay, 1. Earl of Devon zu verheiraten. Wie Frances hatte auch er königliche Wurzeln, da er von Katherine of York abstammte, der jüngeren Schwester von Frances’ Großmutter Elizabeth of York. Allerdings galt er als geistig instabil, da er seine gesamte Jugend von 1538 bis 1553 als Gefangener im Tower verbracht hatte, und Frances schuf kurzerhand Tatsachen. Im Mai 1555, als Courtenay schließlich England verließ, hatte sie bereits Adrian Stokes geheiratet, ihren Rittmeister. Aufgrund eines falsch identifizierten Porträts war seit dem 18. Jahrhundert geglaubt worden, dass Stokes 15 Jahre jünger war als Frances. Ein zeitgenössisches Horoskop belegt sein Geburtsdatum aber als den 4. März 1519, so dass er lediglich knapp zwei Jahre jünger war als seine Frau. Auch das Datum der Eheschließung wurde seit dem 18. Jahrhundert mit lediglich drei Wochen nach Henry Greys Hinrichtung angegeben, höchstwahrscheinlich im Rahmen der Hetzkampagne gegen Frances. Da der spanische Botschafter allerdings erst Anfang 1555 in einem Brief über eine mögliche Ehe zwischen Frances und Courtenay spekulierte, ist es höchst unwahrscheinlich, dass sie zu diesem Zeitpunkt bereits mit Stokes verheiratet war. Laut Historikern kann die falsche Datierung auch am Julianischen Kalender liegen, wo das neue Jahr am 25. März begann.
Die Eheschließung mit Stokes wurde unterschiedlich bewertet. Historiker stimmen heute größtenteils überein, dass Frances mit der Heirat eines Mannes aus einfachen Verhältnissen auf Nummer sicher gehen wollte. Jede prestigeträchtigere Ehe hätte die Kinder dieser Verbindung erneut in gefährliche Nähe des Thrones gebracht und Frances hatte am eigenen Leibe die Konsequenzen dieser Nähe erfahren. Die Kinder eines einfachen Gentleman hingegen würden als Kandidaten für die Thronfolge gar nicht erst in Betracht gezogen werden. Trotzdem betrachteten ihre Zeitgenossen diese Eheschließung als Erniedrigung von Frances’ königlicher Abstammung und verweigerten ihr den Höflichkeitstitel der Herzogin von Suffolk. Der Legende zufolge fragte Prinzessin Elisabeth entgeistert: „Was? Hat diese Frau ihren Pferdeknecht geheiratet?“ Historisch belegt ist allerdings nur eine Äußerung Elisabeths zur Ehe ihrer Cousine (und zur zweiten Ehe Katherine Willoughbys), gerichtet an den spanischen Botschafter im Frühling 1561: „Soll ich es halten wie die Damen Suffolk, die ihre Diener geheiratet haben?“ Dennoch scheint auch Zuneigung eine Rolle in der Heirat gespielt zu haben, denn Frances ernannte ihren zweiten Ehemann später zu ihrem Testamentsvollstrecker und Stokes sollte sich Jahre später verantwortungsvoll um seine in Ungnade gefallene Stieftochter Mary kümmern.

#### Die letzten Jahre
Nach ihrer Hochzeit mit Adrian Stokes verbrachte Frances den Rest ihres Lebens zurückgezogen vom Hof. Während ihre Tochter Catherine weiterhin als Hofdame der Königin diente, blieb die zehnjährige Mary in der Obhut ihrer Mutter. Obwohl sie mehrmals von Stokes schwanger wurde, überlebte keines der Kinder bis zum Erwachsenenalter. Zusätzlich ging es mit Frances’ Gesundheit bergab. Als Königin Elisabeth 1558 den Thron bestieg, wurde Frances’ nun älteste Tochter Catherine von vielen als potentielle Thronfolgerin betrachtet. Elisabeth allerdings misstraute Catherine und reduzierte ihren Status bei Hofe.

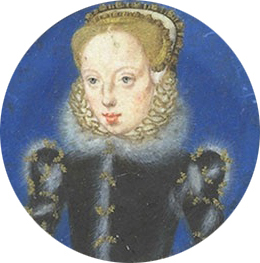
Catherine Grey, Frances’ zweite Tochter

Während der jährlichen Reise des Hofes durch das Königreich im Sommer 1559 verliebte sich Catherine in Edward Seymour, 1. Earl of Hertford, den einstigen Heiratskandidaten ihrer Schwester Jane. Im Oktober bat Hertford nun Frances um „ihr Wohlwollen, damit er Lady Catherine, ihre Tochter, heiraten könnte.“ Frances war sich allerdings bewusst, dass Catherine als Mitglied der königlichen Familie auch die Zustimmung der Königin benötigte, um zu heiraten. Sie beriet sich mit Adrian Stokes, dem sie sagte, dass Hertford „ein sehr geeigneter Ehemann für sie wäre, wenn die Hochzeit der Königin Elisabeth und ihren ehrenwerten Beratern gefällt.“ Das Ehepaar einigte sich darauf, dass Stokes mit Hertford sprechen und einen ersten Entwurf für einen Brief an die Königin entwerfen würde. In dem Entwurf schrieb Stokes:

„Ein Edelmann wäre ihrer Tochter, der Lady Catherine, wohlgesinnt. Sie [Frances] bitte Ihre königliche Hoheit untertänigst eine gute und gnädige Herrin zu sein und dass es ihr gefallen möge, der Ehe mit dem besagten Earl zuzustimmen. Es wäre das einzige, was sie [Frances] vor ihrem Tod begehrte und würde sie ruhiger sterben lassen.“

Frances selbst war zu diesem Zeitpunkt schwer krank und es zeichnete sich bereits ab, dass sie sich nicht erholen würde. Sie rief daher Catherine vom Hof zurück nach Hause, um ihr mitzuteilen: „Ich habe nun einen Ehemann für dich gefunden, wenn es dir gefällt, ihm dein Herz und dein Wohlwollen zu schenken.“ Catherine erwiderte freudig, dass sie mehr als bereit war, Hertford zu lieben. Erleichtert über die hervorragenden Aussichten ihrer Tochter ging Frances daran, ihre letzten Angelegenheiten zu regeln. Am 9. November 1558 machte sie ihr Testament, worin sie ihr Witwenerbe zwischen ihren Töchtern aufteilte. Alles, was nicht an ihre Töchter ging, vermachte sie ihrem Ehemann Adrian Stokes.

### Tod

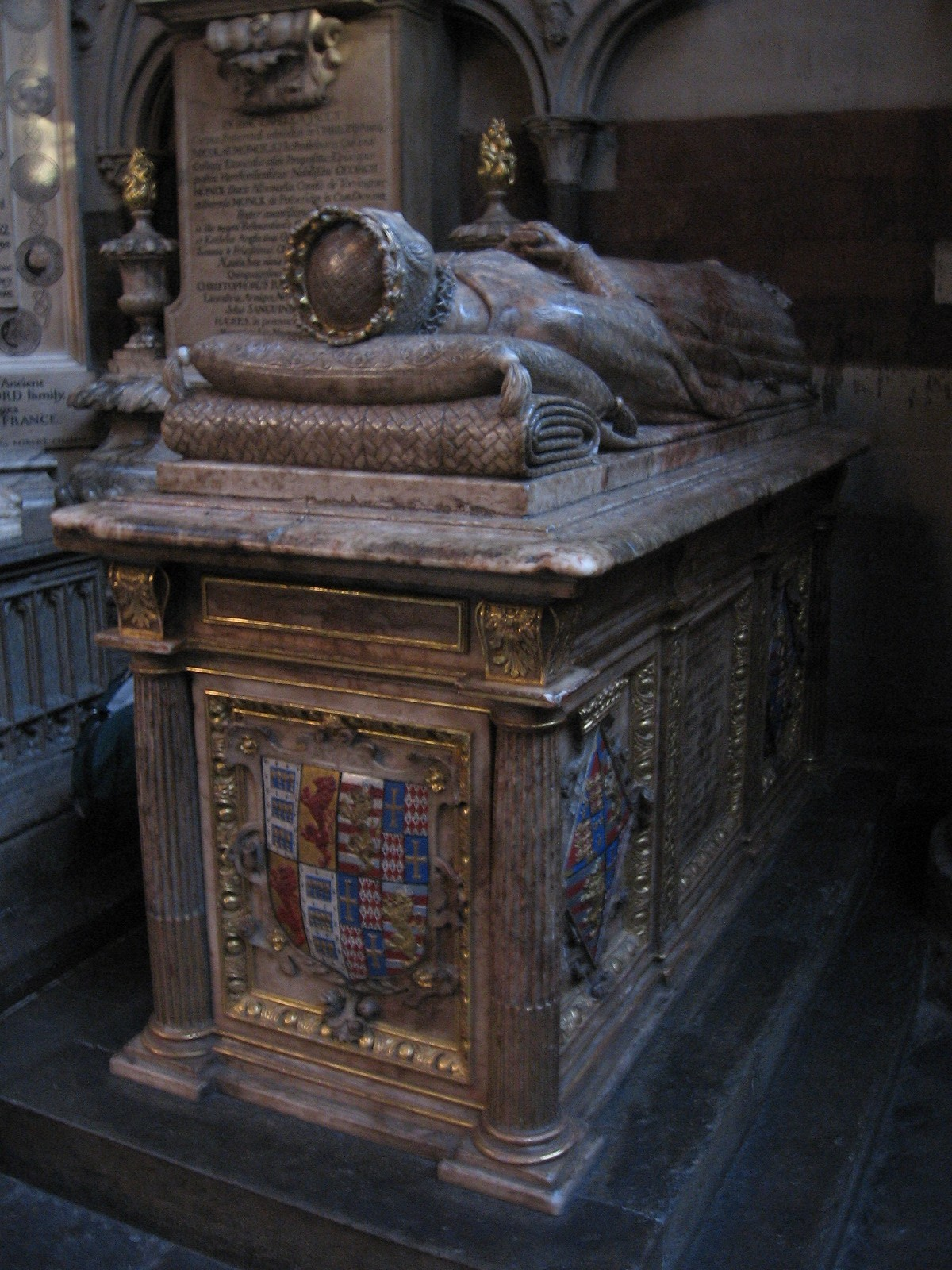
Gruft Frances Brandons in der St. Edmundskapelle von Westminster Abbey

Frances Brandon starb am 20. November 1559 in Anwesenheit ihrer Töchter und einiger Freunde in ihrer Residenz Charterhouse in London. Die Kosten für das Begräbnis der „geliebten Cousine“ wurden von Königin Elisabeth übernommen, die Frances eine würdige Beisetzung als Mitglied der königlichen Familie ausrichtete. Der Trauerzug, angeführt von Catherine Grey, zog am 5. Dezember von Richmond Palace zur Westminster Abbey, wo Frances ihre letzte Ruhestätte finden sollte. Die Grabrede wurde von John Jewel gehalten, dem amtierenden Bischof von Salisbury. Der Herold verkündete:

„Lob und Preis sei dem allmächtigen Gott, dass es ihm gefiel, die edle, durchlauchte Fürstin Lady Frances, die kürzlich verstorbene Herzogin von Suffolk, aus diesem vergänglichen Leben in seine ewige Herrlichkeit zu holen.“

Der Gottesdienst fand entsprechend Elisabeths Gebetbuch statt und Frances wurde in der St. Edmundskapelle in Westminster Abbey begraben. Vier Jahre später errichtete Adrian Stokes ihr ein Denkmal auf ihrem Grab, das bis heute erhalten ist. Es zeigt Frances’ Statue im Hermelinmantel einer Herzogin, einer Krone auf dem Kopf und einem Gebetbuch unter den gefalteten Händen. Die lateinische Inschrift auf ihrem Grab lautet übersetzt:
| Weder Anmut, noch Pracht, noch ein königlicher Name Noch weit verbreiteter Ruhm kann irgendetwas nutzen; Alle, alle sind hier vergangen. Nur wahrer Wert allein Überlebt die Einäscherung und die stille Gruft. |

## Der Mythos von der Rabenmutter
Frances Brandon gehört zu den am meisten verleumdeten Frauen der Tudorzeit. Während ihre Tochter Jane Grey im Laufe der Jahrhunderte zu einem Symbol der Unschuld und Reinheit wurde, durchlebte Frances eine negative Wandlung. Sie wurde als lüsterne, grobschlächtige Frau dargestellt, die ihre Tochter regelmäßig misshandelte und mit roher Gewalt in die Ehe zwang. Grund für diese falsche Darstellung ist zum einen die immer wieder zitierte Behauptung aus der willkürlich veränderten Schwarzkopie, dass Jane von ihren Eltern in die Ehe geprügelt wurde. Auch moderne Autoren zitieren diesen Mythos sowohl in Romanen als auch in Sachbüchern. So beschreibt Alison Weir in ihrem Roman Innocent Traitor - Lady Jane Grey eine grausame, lüsterne Frances, die alle ihre Töchter misshandelt. Sylvia Jurewitz-Freischmidt baut in ihrem Sachbuch Kampf der Königinnen den Mythos mit der erzwungenen Ehe aus mit der Behauptung, dass beide Eltern gleichzeitig ihre Tochter brutalst verprügeln, bis sie von der schockierten Gouvernante weggezogen werden.
Der einzige Hinweis über Janes angebliche Misshandlung durch ihre Eltern ist der Bericht Aschams, der zwanzig Jahre nach dem Treffen entstand. Inzwischen sind sich Historiker allerdings einig, dass Jane nicht anders behandelt wurde als andere adlige Kinder der Tudorzeit. So argumentiert Susan Higginbotham, dass Ascham in seinen Briefen unmittelbar nach dem Besuch nur lobend über Janes Eltern spricht, was nicht der Fall wäre, wenn er von einer skandalösen Misshandlung gehört hätte. Auch hätte sich Jane, wäre sie von ihren Eltern misshandelt und unterdrückt worden, wohl kaum so offen über sie beschwert. Zudem gibt es historische Beweise, unter anderem Janes eigenen Brief an Königin Maria, dass Jane kein gestörtes Verhältnis zu ihrer Mutter hatte. Stattdessen floh sie nach ihrer Heirat zu Frances, als sie sich von ihrer Schwiegermutter unterdrückt fühlte.
Frances wurde im Laufe der Zeit zudem vorgeworfen, dass sie nicht einmal versucht hätte, ihre Tochter zu retten, während sie um Gnade für ihren Mann bat. Als Beweis wird angeführt, dass Henry Grey begnadigt wurde und Jane im Tower blieb. Allerdings hatte Henry Grey im Gegensatz zu Jane keine Aufrufe gegen Maria unterzeichnet und war obendrein so schwer krank, dass man um sein Leben fürchtete. Obwohl kein Brief Janes an Frances überlebt hat, berichtet Michelangelo Florio, dass die junge Frau aus dem Tower an ihre Mutter schrieb. Nachdem sie und Henry Grey hingerichtet wurden, heiratete Frances in zweiter Ehe Adrian Stokes. Der Mythos behauptet, sie hätte ihn drei Wochen nach dem Tod ihres Ehemanns geheiratet, was als weiteres Indiz für ihre Lüsternheit und Herzlosigkeit gewertet wurde. Tatsächlich fand die Eheschließung ein Jahr später statt. Auch war Stokes keinesfalls 15 Jahre jünger als Frances.
Selbst die Tatsache, dass die Namen ihrer Töchter Jane, Catherine und Mary nicht auf der Tafel von Frances’ Monument erwähnt werden, wurde lange Zeit als Zeichen für ihr schlechtes Verhältnis zu ihrer Mutter ausgelegt. Tatsächlich aber errichtete ihr Witwer Adrian Stokes das Monument erst im Jahr 1563. Zu diesem Zeitpunkt war Catherine Grey bereits für ihre heimliche Hochzeit im Tower inhaftiert und Elisabeth weigerte sich, ihr zu verzeihen und sie als Thronfolgerin anzuerkennen. Daher ist es ebenso gut möglich, dass Stokes sie lediglich nicht erwähnte, um Elisabeth nicht noch mehr zu provozieren.

## Porträts
Obwohl die Porträtmalerei in der Renaissance eine Blütezeit erlebte und man sicher davon ausgehen kann, dass auch Frances Brandon, wie alle ihre hochrangigen Zeitgenossen, Porträts von sich selbst anfertigen ließ, sind uns heute keine Porträts von ihr erhalten, die eindeutig als sie identifiziert werden können.

### Falschidentifikationen

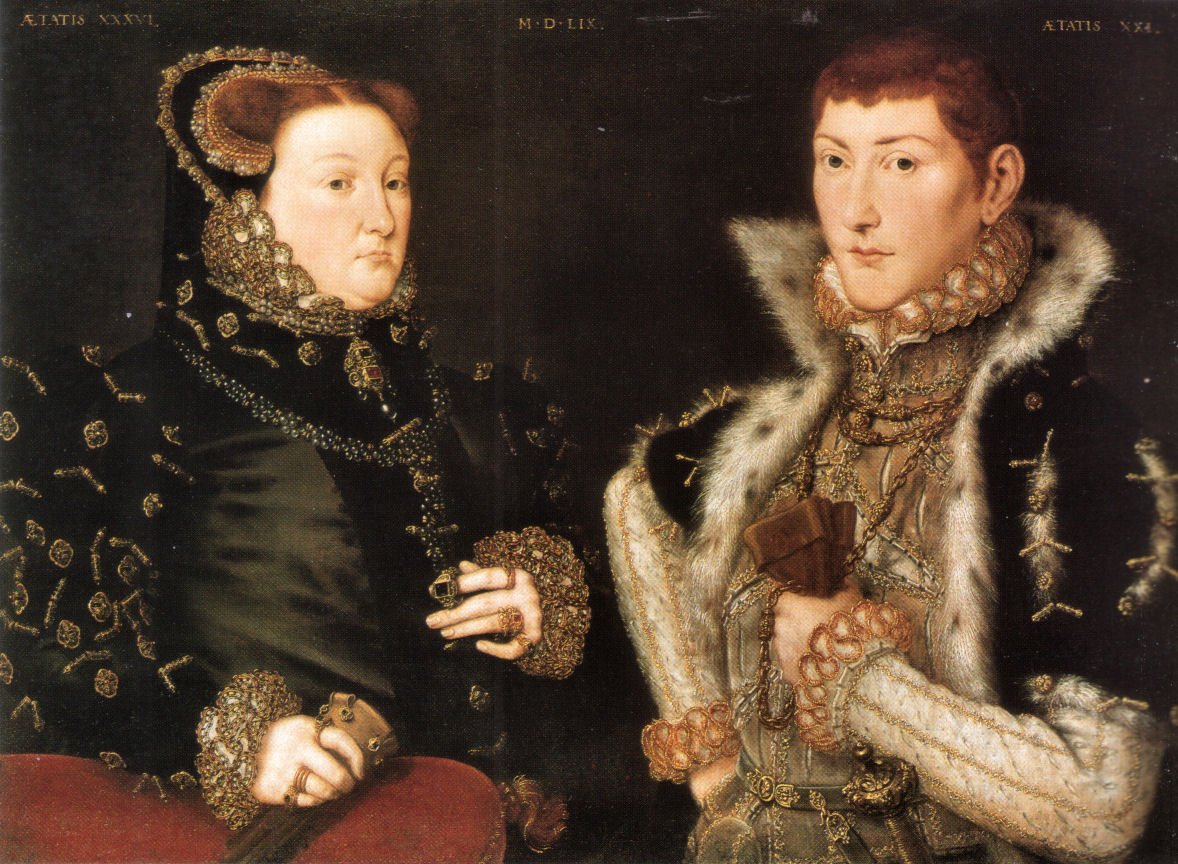
Das Porträt von Mary Neville und ihrem Sohn von Hans Eworth wurde jahrhundertelang für Frances und Adrian Stokes gehalten

Ein beinahe drei Jahrhunderte lang für Frances gehaltenes Porträt vom Maler Hans Eworth stellte sich in neuerer Zeit als falsch identifiziert heraus. Dieses Porträt, das eigentlich Mary Neville, Lady Dacre und ihren Sohn Gregory Fiennes darstellt, wurde 1727 aus der Sammlung eines Mr. Collevous versteigert. Auf der Rückseite klebte ein Zettel die Herzogin von Suffolk und fortan ging man davon aus, es müsse sich um Frances Brandon und ihren zweiten Ehemann Adrian Stokes handeln.

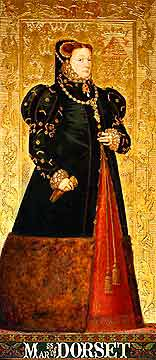
Kopie des Neville-porträts in Westminster Hall

Das Porträt wurde erst 1986 von der Kunsthistorikerin Susan Foister anhand eines weiteren erhaltenen Gemäldes von Lady Dacre korrekt identifiziert. Darauf ist Lady Dacre schreibend dargestellt und im Hintergrund ist ein Bildnis ihres verstorbenen Mannes, Lord Dacre, zu sehen. Susan Foister konnte schlüssig nachweisen, dass es sich bei beiden Bildern offensichtlich um dieselbe Person handelt – Lady Dacre trägt u. a. in beiden Bildern denselben Ring am vierten Finger ihrer linken Hand. In Fachkreisen ist es daher zweifellos anerkannt, dass es sich nicht um eine Darstellung von Frances Brandon handelt.
Die fälschliche Identifikation des Porträts trug allerdings lange Zeit zu der Vorstellung von Frances als einer brutalen und lüsternen weiblichen Version ihres berüchtigten Onkels Heinrich VIII. bei. Noch im 19. Jahrhundert wurde das Porträt als Vorlage für ein Wandbild von Frances Brandon in Westminster Hall verwendet und es wurden Fehlschlüsse über Frances Brandon und Adrian Stokes daraus gezogen. Da auf dem Porträt das Alter der Dargestellten auf einer Inschrift mit 36 und 21 Jahre angegeben ist – die jung verheiratete Lady Dacre hatte ihren Sohn im Alter von nur 15 Jahren zur Welt gebracht – schlussfolgerte man, dass Adrian Stokes 15 Jahre jünger als Frances gewesen sei. Frances erschien als eine ältere Frau, die aus Fleischeslust einen viel jüngeren Mann unter ihrem Stand geheiratet hatte und dazu passte auch die fälschliche, heute widerlegte Ansicht, die Ehe wäre nur drei Wochen nach der Hinrichtung ihres ersten Mannes geschlossen worden. In Wahrheit war Adrian Stokes nur knapp zwei Jahre jünger als Frances und sie heirateten erst im Jahr nach Henry Greys Hinrichtung.

### Kontroverse Porträts

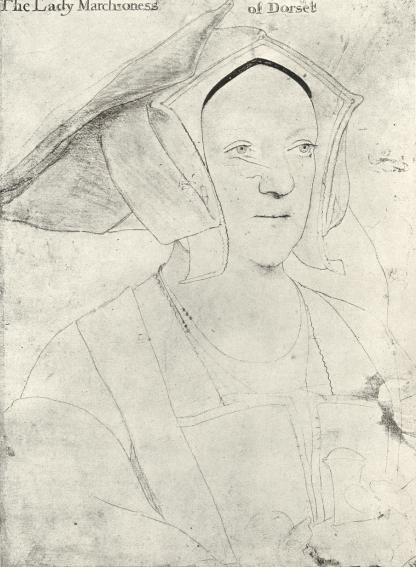
The Lady Marchioness of Dorset
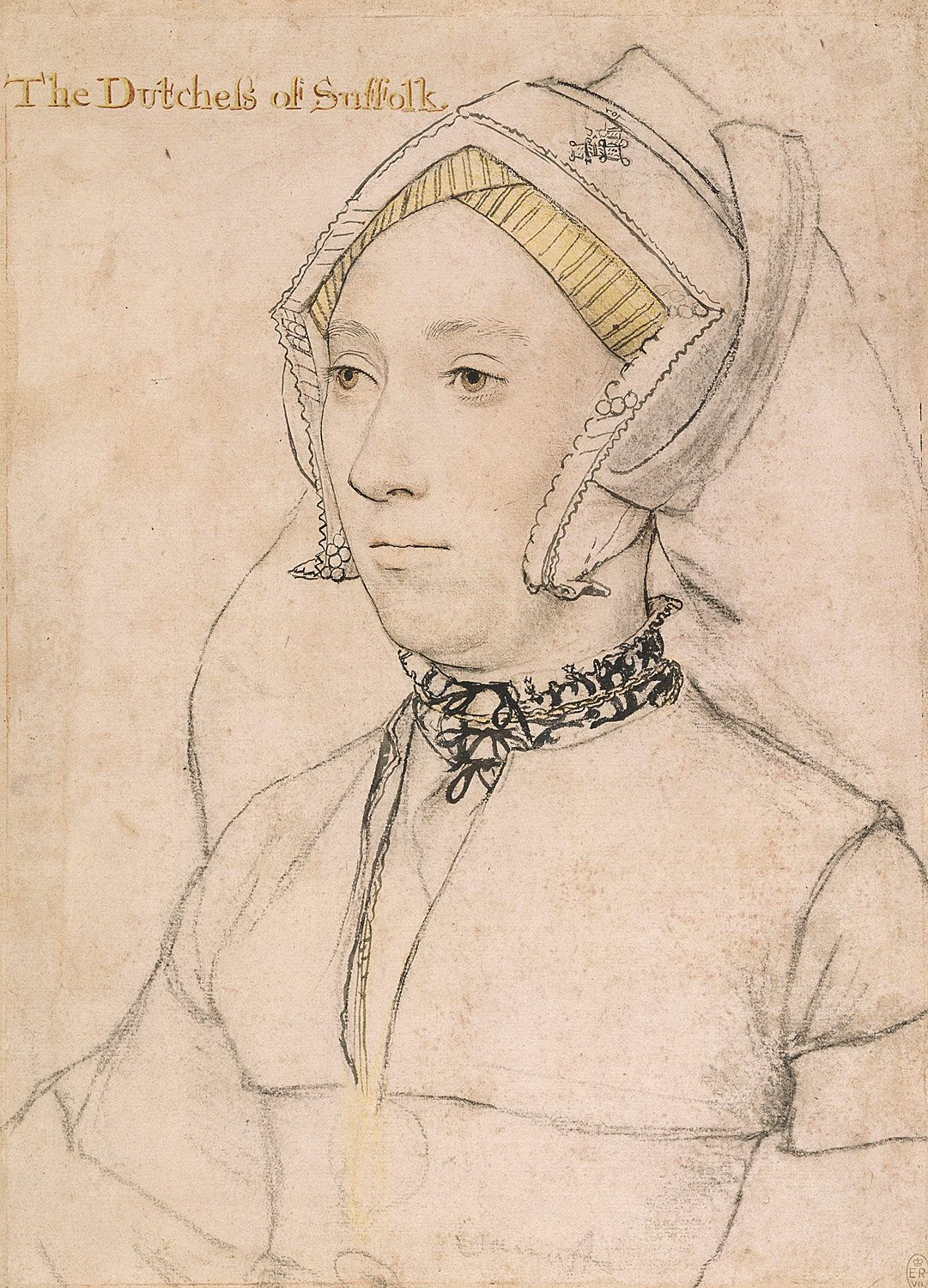
The Dutscheß of Suffolk
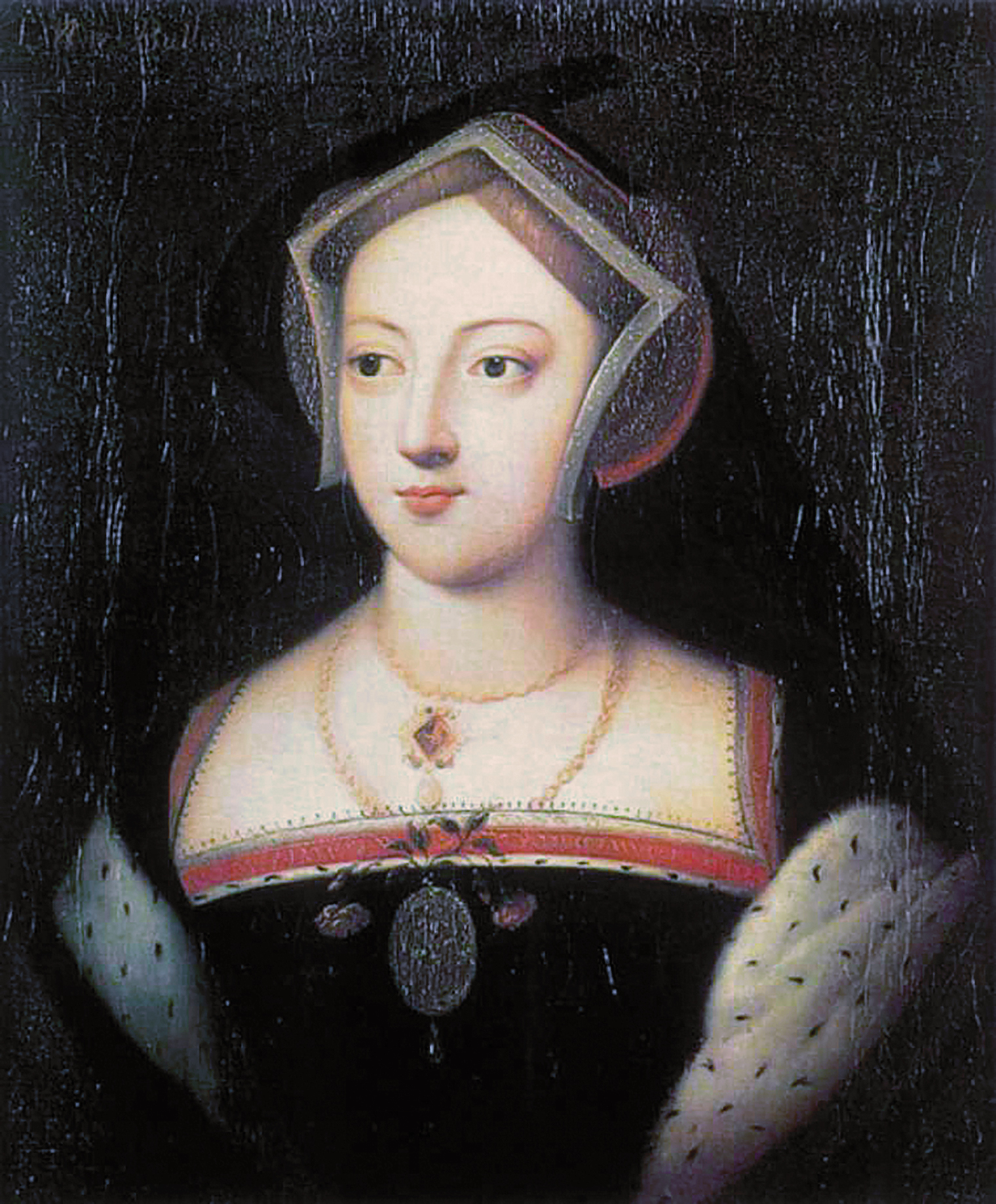
Traditionell als Mary Boleyn bezeichnetes Bildnis

Bei einigen anderen Porträts und Skizzen herrscht in Fachkreisen Uneinigkeit über die Identität der Dargestellten, bzw. es mangelt an Hinweisen für eine schlüssige Identifikation. Aus der Werksammlung von Hans Holbein dem Jüngeren sind etwa zwei Vorskizzen für Porträts erhalten, die möglicherweise Frances Brandon darstellen könnten. Beide wurden nachträglich mit einer identifizierenden Inschrift versehen, von denen einige Quellen behaupten, sie seien von John Cheke, einem Zeitgenossen Frances Brandons und Lehrer Eduard VI., gemacht worden. Andere Quellen gehen davon aus, dass die Inschriften erst im 18. Jahrhundert gemacht wurden.
Falls die Inschriften korrekt sind, könnte es sich bei der Skizze The Marchioness of Dorset entweder um Frances Brandon handeln oder um ihre Schwiegermutter Margaret Wotton, der Mutter ihres ersten Mannes. Da das Entstehungsdatum der Skizze nicht bekannt ist und beide Frauen nacheinander den Titel Marchioness of Dorset trugen, ist unklar, welche von ihnen dargestellt ist.
Dasselbe Problem ergibt sich bei der Skizze The Dutscheß of Suffolk. Diese wird in aller Regel für eine Darstellung von Katherine Willoughby gehalten, der letzten Ehefrau von Frances’ Vater, Charles Brandon, Herzog von Suffolk, die auch nach dem Tod ihres Mannes stets unter dem Titel Herzogin von Suffolk bekannt war. Doch auch Frances trug den Titel der Herzogin von Suffolk offiziell ab 1551 und es könnte sich genauso gut um eine Darstellung von ihr handeln. Hier besteht nicht nur das Problem, dass das Entstehungsjahr der Skizze nicht bekannt ist, sondern auch, dass beide Frauen von ihren Zeitgenossen gleichzeitig mit demselben Titel bezeichnet wurden.
Ein Porträt, das im 17. Jahrhundert als Anne Boleyn und später als Mary Boleyn bezeichnet wurde, wird in jüngerer Zeit für ein mögliches Bildnis Frances Brandons gehalten. Marys Biografin Alison Weir weist darauf hin, dass der Hermelinpelz, mit dem das Kleid verziert ist, dem Adel und dem Königshaus vorbehalten war. Selbst als Schwester der Königin hatte Mary Boleyn den Status ihres jeweiligen Ehemannes, die beide nicht adlig waren. Da mindestens sechs Kopien des Bildes existieren, scheint es sich um eine hohe Persönlichkeit gehandelt zu haben, während Mary Boleyn nach eigenen Angaben von ihrer eigenen Familie verachtet wurde. Die Mode weist auf ein Entstehungsdatum in den 1530ern hin, als Mary Boleyn bereits in Ungnade gefallen war. Mögliche Identifikationen wären Frances sowie ihre jüngere Schwester Eleanor Brandon. Da Frances Brandon im Mai 1533 Henry Grey heiratete, könnte das Porträt anlässlich ihrer Hochzeit angefertigt worden sein. Als Tochter einer königlichen Prinzessin und eines der höchstrangigen Adligen des Landes sowie Nichte des Königs war sie berühmt genug, um die Existenz mehrerer Kopien zu rechtfertigen. Zudem meint Alison Weir eine Ähnlichkeit zwischen ihr sowie Mary Tudor und Charles Brandon festzustellen. Allerdings genügen diese Indizien nicht für eine eindeutige Identifikation, zumal ihre Juwelen sehr unspezifisch sind.

## Nachkommen
Aus ihrer ersten Ehe mit Henry Grey, 1. Duke of Suffolk, hatte sie fünf Kinder:
- Henry Grey, Lord Harington, starb als Kleinkind;
- Tochter, starb als Kleinkind;
- Lady Jane Grey (1537–1554), ⚭ 1553 Lord Guildford Dudley, starb kinderlos;
- Lady Catherine Grey (1540–1568), ⚭ (1) 1553–1554 Henry Herbert, 2. Earl of Pembroke, ⚭ (2) 1560 Edward Seymour, 1. Earl of Hertford; Söhne Edward und Thomas;
- Lady Mary Grey (1545–1578), ⚭ 1565 Thomas Keyes.

Aus ihrer zweiten Ehe mit Adrian Stokes ist folgende Tochter namentlich bekannt:
- Elizabeth Stokes (* 16. Juli 1555; † 7. Februar 1556).

## Vorfahren
|  |                                        |  |  |  |  |  |  |  |  |  |  |  |  |  |  |  |
|  | 16. Robert Brandon                     |  |  |  |  |  |  |  |  |  |  |  |  |  |  |  |
|  |                                        |  |  |  |  |  |  |  |  |  |  |  |  |  |  |  |
|  |                                        |  |  |  |  |  |  |  |  |  |  |  |  |  |  |  |
|  | 8. Sir William Brandon                 |  |  |  |  |  |  |  |  |  |  |  |  |  |  |  |
|  |                                        |  |  |  |  |  |  |  |  |  |  |  |  |  |  |  |
|  |                                        |  |  |  |  |  |  |  |  |  |  |  |  |  |  |  |
|  | 17. Ada Calthorpe                      |  |  |  |  |  |  |  |  |  |  |  |  |  |  |  |
|  |                                        |  |  |  |  |  |  |  |  |  |  |  |  |  |  |  |
|  |                                        |  |  |  |  |  |  |  |  |  |  |  |  |  |  |  |
|  | 4. Sir William Brandon                 |  |  |  |  |  |  |  |  |  |  |  |  |  |  |  |
|  |                                        |  |  |  |  |  |  |  |  |  |  |  |  |  |  |  |
|  |                                        |  |  |  |  |  |  |  |  |  |  |  |  |  |  |  |
|  | 18. Sir Robert Wingfield               |  |  |  |  |  |  |  |  |  |  |  |  |  |  |  |
|  |                                        |  |  |  |  |  |  |  |  |  |  |  |  |  |  |  |
|  |                                        |  |  |  |  |  |  |  |  |  |  |  |  |  |  |  |
|  | 9. Elizabeth Wingfield                 |  |  |  |  |  |  |  |  |  |  |  |  |  |  |  |
|  |                                        |  |  |  |  |  |  |  |  |  |  |  |  |  |  |  |
|  |                                        |  |  |  |  |  |  |  |  |  |  |  |  |  |  |  |
|  | 19. Elizabeth Goushill                 |  |  |  |  |  |  |  |  |  |  |  |  |  |  |  |
|  |                                        |  |  |  |  |  |  |  |  |  |  |  |  |  |  |  |
|  |                                        |  |  |  |  |  |  |  |  |  |  |  |  |  |  |  |
|  | 2. Charles Brandon, 1. Duke of Suffolk |  |  |  |  |  |  |  |  |  |  |  |  |  |  |  |
|  |                                        |  |  |  |  |  |  |  |  |  |  |  |  |  |  |  |
|  |                                        |  |  |  |  |  |  |  |  |  |  |  |  |  |  |  |
|  | 20. Sir Maurice Bruyn                  |  |  |  |  |  |  |  |  |  |  |  |  |  |  |  |
|  |                                        |  |  |  |  |  |  |  |  |  |  |  |  |  |  |  |
|  |                                        |  |  |  |  |  |  |  |  |  |  |  |  |  |  |  |
|  | 10. Sir Henry Bruyn                    |  |  |  |  |  |  |  |  |  |  |  |  |  |  |  |
|  |                                        |  |  |  |  |  |  |  |  |  |  |  |  |  |  |  |
|  |                                        |  |  |  |  |  |  |  |  |  |  |  |  |  |  |  |
|  | 21. Elizabeth Retford                  |  |  |  |  |  |  |  |  |  |  |  |  |  |  |  |
|  |                                        |  |  |  |  |  |  |  |  |  |  |  |  |  |  |  |
|  |                                        |  |  |  |  |  |  |  |  |  |  |  |  |  |  |  |
|  | 5. Elizabeth Bruyn                     |  |  |  |  |  |  |  |  |  |  |  |  |  |  |  |
|  |                                        |  |  |  |  |  |  |  |  |  |  |  |  |  |  |  |
|  |                                        |  |  |  |  |  |  |  |  |  |  |  |  |  |  |  |
|  | 22. Robert Darcy                       |  |  |  |  |  |  |  |  |  |  |  |  |  |  |  |
|  |                                        |  |  |  |  |  |  |  |  |  |  |  |  |  |  |  |
|  |                                        |  |  |  |  |  |  |  |  |  |  |  |  |  |  |  |
|  | 11. Elizabeth Darcy                    |  |  |  |  |  |  |  |  |  |  |  |  |  |  |  |
|  |                                        |  |  |  |  |  |  |  |  |  |  |  |  |  |  |  |
|  |                                        |  |  |  |  |  |  |  |  |  |  |  |  |  |  |  |
|  | 23.?                                   |  |  |  |  |  |  |  |  |  |  |  |  |  |  |  |
|  |                                        |  |  |  |  |  |  |  |  |  |  |  |  |  |  |  |
|  |                                        |  |  |  |  |  |  |  |  |  |  |  |  |  |  |  |
|  | 1. Frances Brandon, Duchess of Suffolk |  |  |  |  |  |  |  |  |  |  |  |  |  |  |  |
|  |                                        |  |  |  |  |  |  |  |  |  |  |  |  |  |  |  |
|  |                                        |  |  |  |  |  |  |  |  |  |  |  |  |  |  |  |
|  | 24. Owen Tudor                         |  |  |  |  |  |  |  |  |  |  |  |  |  |  |  |
|  |                                        |  |  |  |  |  |  |  |  |  |  |  |  |  |  |  |
|  |                                        |  |  |  |  |  |  |  |  |  |  |  |  |  |  |  |
|  | 12. Edmund Tudor, 1. Earl of Richmond  |  |  |  |  |  |  |  |  |  |  |  |  |  |  |  |
|  |                                        |  |  |  |  |  |  |  |  |  |  |  |  |  |  |  |
|  |                                        |  |  |  |  |  |  |  |  |  |  |  |  |  |  |  |
|  | 25. Katharina von Valois               |  |  |  |  |  |  |  |  |  |  |  |  |  |  |  |
|  |                                        |  |  |  |  |  |  |  |  |  |  |  |  |  |  |  |
|  |                                        |  |  |  |  |  |  |  |  |  |  |  |  |  |  |  |
|  | 6. Heinrich VII.                       |  |  |  |  |  |  |  |  |  |  |  |  |  |  |  |
|  |                                        |  |  |  |  |  |  |  |  |  |  |  |  |  |  |  |
|  |                                        |  |  |  |  |  |  |  |  |  |  |  |  |  |  |  |
|  | 26. John Beaufort, 1. Duke of Somerset |  |  |  |  |  |  |  |  |  |  |  |  |  |  |  |
|  |                                        |  |  |  |  |  |  |  |  |  |  |  |  |  |  |  |
|  |                                        |  |  |  |  |  |  |  |  |  |  |  |  |  |  |  |
|  | 13. Lady Margaret Beaufort             |  |  |  |  |  |  |  |  |  |  |  |  |  |  |  |
|  |                                        |  |  |  |  |  |  |  |  |  |  |  |  |  |  |  |
|  |                                        |  |  |  |  |  |  |  |  |  |  |  |  |  |  |  |
|  | 27. Margaret Beauchamp                 |  |  |  |  |  |  |  |  |  |  |  |  |  |  |  |
|  |                                        |  |  |  |  |  |  |  |  |  |  |  |  |  |  |  |
|  |                                        |  |  |  |  |  |  |  |  |  |  |  |  |  |  |  |
|  | 3. Mary Tudor                          |  |  |  |  |  |  |  |  |  |  |  |  |  |  |  |
|  |                                        |  |  |  |  |  |  |  |  |  |  |  |  |  |  |  |
|  |                                        |  |  |  |  |  |  |  |  |  |  |  |  |  |  |  |
|  | 28. Richard, 3. Duke of York           |  |  |  |  |  |  |  |  |  |  |  |  |  |  |  |
|  |                                        |  |  |  |  |  |  |  |  |  |  |  |  |  |  |  |
|  |                                        |  |  |  |  |  |  |  |  |  |  |  |  |  |  |  |
|  | 14. Edward IV.                         |  |  |  |  |  |  |  |  |  |  |  |  |  |  |  |
|  |                                        |  |  |  |  |  |  |  |  |  |  |  |  |  |  |  |
|  |                                        |  |  |  |  |  |  |  |  |  |  |  |  |  |  |  |
|  | 29. Lady Cecily Neville                |  |  |  |  |  |  |  |  |  |  |  |  |  |  |  |
|  |                                        |  |  |  |  |  |  |  |  |  |  |  |  |  |  |  |
|  |                                        |  |  |  |  |  |  |  |  |  |  |  |  |  |  |  |
|  | 7. Elizabeth of York                   |  |  |  |  |  |  |  |  |  |  |  |  |  |  |  |
|  |                                        |  |  |  |  |  |  |  |  |  |  |  |  |  |  |  |
|  |                                        |  |  |  |  |  |  |  |  |  |  |  |  |  |  |  |
|  | 30. Sir Richard Woodville              |  |  |  |  |  |  |  |  |  |  |  |  |  |  |  |
|  |                                        |  |  |  |  |  |  |  |  |  |  |  |  |  |  |  |
|  |                                        |  |  |  |  |  |  |  |  |  |  |  |  |  |  |  |
|  | 15. Elizabeth Woodville                |  |  |  |  |  |  |  |  |  |  |  |  |  |  |  |
|  |                                        |  |  |  |  |  |  |  |  |  |  |  |  |  |  |  |
|  |                                        |  |  |  |  |  |  |  |  |  |  |  |  |  |  |  |
|  | 31. Jacquetta von Luxemburg            |  |  |  |  |  |  |  |  |  |  |  |  |  |  |  |
|  |                                        |  |  |  |  |  |  |  |  |  |  |  |  |  |  |  |
|  |                                        |  |  |  |  |  |  |  |  |  |  |  |  |  |  |  |

Siehe auch: Brandon (Adelsgeschlecht)